# Allaire, Morbihan
Allaire (Alaer trong tiếng Bretagne) là một xã ở tỉnh Morbihan trong vùng Bretagne tây bắc Pháp. Xã này có diện tích km², dân số năm 1999 là người. Khu vực này có độ cao trung bình mét trên mực nước biển.

## Geography
Sông Arz forms most of the commune's ranh giới đông bắc.
Cư dân của Allaire danh xưng trong tiếng Pháp là Allairiens.